# Dino Rađa
Dino Radja (en croate : Dino Rađa), né le 24 avril 1967 à Split, est un joueur croate de basket-ball, jouant au poste d'intérieur. Après une carrière couronnée de succès en Europe, deux coupes des clubs champions en 1989 et 1990, d'une Coupe Korać en 1992, il rejoint la National Basketball Association (NBA) où il joue avec les Celtics de Boston. Après quatre saisons, il retourne en Europe. Dans les compétitions internationales, il représente d'abord la Yougoslavie, obtenant principalement une médaille d'argent aux Jeux olympiques de 1988 à Séoul, deux titres de champion d'Europe en 1989 et 1991, puis la  Croatie, obtenant la médaille d'argent aux Jeux olympiques de 1992 à Barcelone et une médaille de bronze au championnat du monde 1994.

## Biographie
En 1989, il devient champion d'Europe avec le Jugoplastika Split de Božidar Maljković avec Toni Kukoč. Lors de ce Final Four à Munich, le Jugoplastika est une équipe de jeunes joueurs, Kukoč et Radja ont à peine vingt ans. De plus, cette finale à quatre regroupe trois autres adversaires nettement plus expérimentés : FC Barcelone, Maccabi Tel-Aviv et Aris Salonique. Split se débarrasse d'abord du club espagnol en demi-finale avant de battre le Maccabi en finale. Radja, avec 18 points en demi et 24 en finale est nommé MVP du Final four.
Il est alors drafté par les Celtics de Boston. Il poursuit toutefois une saison avec Split, remportant un nouveau titre de champion d'Europe  avant de se rendre en Italie pour trois saisons au Messaggero de Rome avec qui il remporte une Coupe Korać en 1992. Lors de la première saison en Italie, il est nommé deuxième joueur européen par les journalistes européens.
Il se rend en NBA chez les Celtics de Boston, convaincu par la présence de plusieurs compatriotes ou ex-yougoslaves, Vlade Divac, Toni Kukoč, et la réussite de Dražen Petrović dont il était un ami et qui l'avait fortement conseillé à rejoindre la ligue américaine avant son décès. Sa première saison, en 1993-1994, se termine par une nomination dans la 2e NBA All-Rookie Team en compagnie de son compatriote Toni Kukoč. Cette nomination est obtenue grâce à 15,1 points et 7,2 rebonds. Son importance au sein des Celtics grandit dès la saison suivante : il devient le leader de l'équipe aux niveaux des rebonds et des contres, tout en étant également le deuxième marqueur de l'équipe .
Toutefois, il est soumis à de nombreuses blessures. C'est ainsi qu'il manque 104 rencontres sur les 328 matchs disputés par les Celtics durant sa présence au club. Ces blessures, et un échange raté avec les 76ers de Philadelphie, le décident à retourner en Europe chez les Grecs du Panathinaikos avec qui il obtient deux titres de champion de Grèce 1998 et 1999.
Il joue ensuite chez les Croates de Zadar, puis à nouveau dans le championnat grec avec l'Olympiakos avant de rejoindre le Cibona Zagreb puis le KK Split où il termine sa carrière en 2003.
En équipe nationale, il remporte avec l'équipe de Yougoslavie une médaille d'argent aux Jeux olympiques d'été de 1988 à Séoul et deux médailles d'or au championnat d'Europe 1989 et 1991. Après l'indépendance de la Croatie, il remporte une nouvelle médaille d'argent aux Jeux olympiques d'été de 1992 à Barcelone. Cette médaille d'argent est obtenue face à la Dream Team américaine. Il est le deuxième marqueur de sa sélection, derrière Kukoč et le meilleur rebondeur.
Pour la compétition planétaire suivante, le Championnat du monde 1994 qui se déroule au Canada, la Croatie échoue en demi-finale face à la Russie sur le score de 66 à 64 avant de remporter le bronze. Dino est pour sa part nommé dans le meilleur cinq du tournoi. Sur la scène européenne, la Croatie obtient une médaille de bronze lors du Championnat d'Europe 1993 en Allemagne et au Championnat d'Europe 1995 en Grèce.
En 2018, il est intronisé au Basketball Hall of Fame.

## Clubs successifs
- 1985-1990:  Jugoplastika Split
- 1990-1993:  Messaggero de Rome
- 1993-1997:  Celtics de Boston
- 1997-1999:  Panathinaikos
- 1999-2000:  KK Zadar
- 2000-2001:  Olympiakos
- 2001-2002:  Cibona Zagreb
- 2002-2003:  KK Split

## Palmarès

### NBA
- Nommé dans la 2e NBA All-Rookie Team 1994
- 224 matchs en NBA (moyenne en carrière : 8,4 rebonds, 16,7 points)

### Club
compétitions internationales 
- Vainqueur de la Coupe des clubs champions 1989, 1990
- Vainqueur de la Coupe Korać 1992
- Finaliste de la Coupe Korać 1993
- MVP de la finale de Coupe des clubs champions 1989

 compétitions nationales 
- champion de Grèce 1998 et 1999
- champion de Yougoslavie 1988, 1989 et 1990
- champion de Croatie 2002 et 2003

### Équipe nationale
- médaille d'argent aux Jeux olympiques d'été de 1992 à Barcelone (Croatie)
- médaille d'argent aux Jeux olympiques d'été de 1988 à Séoul (Yougoslavie)
- médaille de bronze au championnat du monde 1994 (Croatie)
- médaille d'or au championnat d'Europe 1989 et 1991 (Yougoslavie)
- médaille de bronze au championnat d'Europe 1987 (Yougoslavie), 1993 et 1995 (Croatie)

 compétitions de jeunes 
- médaille d'or au Championnat du monde junior 1987